# UFC Fight Night: MacDonald vs. Thompson
UFC Fight Night: MacDonald vs. Thompson (también conocido como UFC Fight Night 89) fue un evento de artes marciales mixtas celebrado por Ultimate Fighting Championship el 18 de junio de 2016 en el TD Place Arena, en Ottawa, Ontario, Canadá.

## Historia
El evento estelar contó con el exretador al título de peso wélter Rory MacDonald y el cinco veces campeón mundial de kickboxing Stephen Thompson.
El evento coestelar contó con el combate entre Donald Cerrone y Patrick Côté.

## Premios extra
Cada peleador recibió un bono de $50 000.
- Pelea de la Noche: Steve Bossé vs.	Sean O'Connell
- Actuación de la Noche: Donald Cerrone y Krzysztof Jotko